# اکومان
اکومان (به لاتین: Akoeman) یک منطقهٔ مسکونی در کامرون است.